# Micropholis cayennensis
Micropholis cayennensis är en tvåhjärtbladig växtart som beskrevs av Terence Dale Pennington. Micropholis cayennensis ingår i släktet Micropholis och familjen Sapotaceae. IUCN kategoriserar arten globalt som livskraftig. Inga underarter finns listade i Catalogue of Life.